# Tiểu Mã
Chòm sao Tiểu Mã 小馬, (tiếng La Tinh: Equuleus) là một trong 48 chòm sao Ptolemy và cũng là một trong 88 chòm sao hiện đại, mang hình ảnh Ngựa Nhỏ (Con).
Chòm sao này có diện tích 72 độ vuông, nằm trên thiên cầu bắc, chiếm vị trí thứ 87 trong danh sách các chòm sao theo diện tích.
Chòm sao Tiểu Mã nằm kề các chòm sao Bảo Bình, Hải Đồn, Phi Mã.

## Tên gọi
Chòm sao Tiểu Mã được cho là đại diện của nàng Hippe - con gái của Chiron (biểu tượng của chòm sao Bán Nhân Mã) trong Thần thoại Hy Lạp
Hoặc con trai của Pegasus - Celeris

## Thiên thể
Các thiên thể đáng quan tâm
- Sao tiếng Ả Rập Kitalpha, ký hiệu: α Equ, nghĩa là con ngựa nhỏ